# Ронін

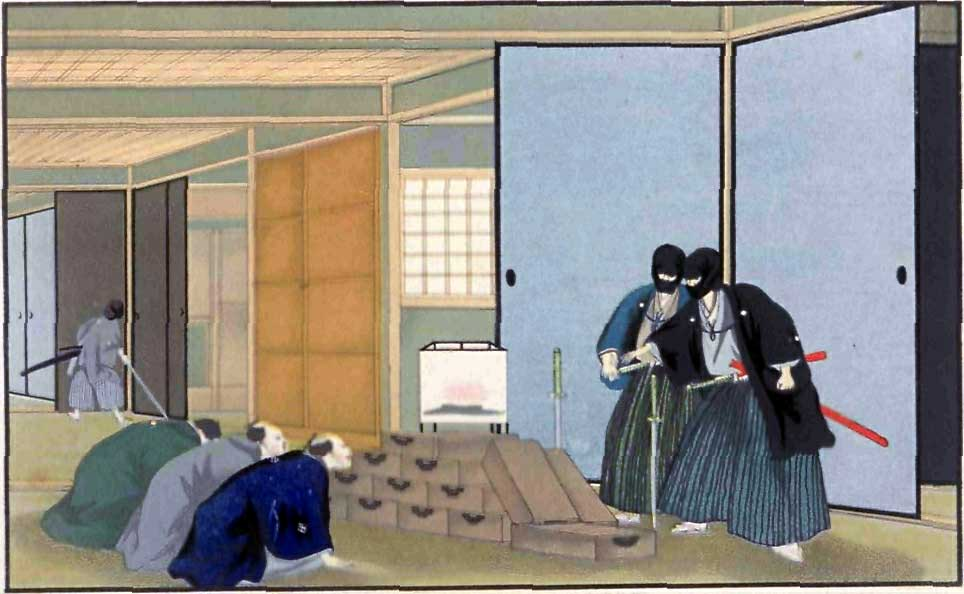
Роніни, які грабують будинок багатого купця

Ро́нін (яп. 浪人, 牢人, поневірянець, бродяга, волоцюга, мандрівник, дослівно «блукаючі хвилі» + «людина») — термін для позначення суспільного невдахи в Японії. У сучасній культурі найчастіше асоціюється із самураєм, який втратив свого господаря. У сучасній японській мові цей термін зазвичай використовується для опису безробітного найманого працівника або випускника середньої школи, який ще не вступив до університету.
1. у VIII—XII ст. безпритульний або утікач, що покинув постійне місце проживання й блукає де-інде[4];
2. у XI — ХІХ ст. воїн, що втратив роботу і заробіток (внаслідок смерті або опали пана), і поневіряється, блукає[4];
3. у XVI—XX ст. безробітний; особа, що поневіряється у пошуках роботи[4];
4. у XX—XXI ст. особа, що не склала вступні іспити до університету або місця роботи й лишилася безробітною[4].

## Відомі роніни
- Роніни Ако
- Кьокутей Бакін
- Міямото Мусасі
- Сакамото Рьома
- Ямада Наґамаса